# بخش هوگسبی
بخش هوگسبی (به سوئدی: Högsby kommun) یک ناحیه شهری در سوئد است که در شهرستان کالمار واقع شده‌است.

## خواهرخوانده
شهرهای Vörå-Maxmo و برگا خواهرخوانده‌های بخش هوگسبی هستند.